# Armoiries de l'Espagne
Les actuelles armoiries du royaume d'Espagne ont été établies par la Loi 33/1981 en replacement des précédentes qui dataient de 1977. Elles ont été adoptées à la suite de la transition démocratique qui a sorti l'Espagne du franquisme. Elles se blasonnent ainsi : « Écartelé, au 1 de Castille ; au 2 de Léon ; au 3 d'Aragon ; au 4 de Navarre ; enté en pointe de Grenade ; sur-le-tout de Bourbon-Anjou ».

## Description et composition des armoiries

Carte de la péninsule ibérique vers 1360 avec les principaux Royaumes de la future Espagne : Royaume d'Aragon, Royaume de Castille, Royaume de León, Royaume de Grenade (à l'époque intégrée au sultanat Mérinide) et Royaume de Navarre.
Les armes de ces 5 royaumes sont présents sur l'écu des armoiries de l'Espagne actuelle.

Ces armoiries comprennent plusieurs éléments séculaires : un blason composé de six parties, la couronne royale espagnole qui surmonte l'écu, et deux colonnes qui le flanquent de chaque côté, surmontées des couronnes royale (gauche - senestre héraldique) et impériale  (droite - dextre héraldique). Le blason est constitué des blasons des royaumes historiques et de la dynastie régnante :
- Le royaume de Castille, de gueules au château d'or ouvert et ajouré d'azur (château jaune sur fond rouge, fenêtres et portes bleues)
- Le royaume de León, d'argent au lion de pourpre couronné armé et lampassé d'or (lion violet-mauve sur fond blanc, couronne, griffes et langue jaunes). Notons qu'en intégrant les armes d'Espagne, le lion du León voit ses griffes et sa langue passer au rouge : toujours couronné d'or, il devient armé et lampassé de gueules.
- La Couronne d'Aragon, d'or à quatre pals de gueules (quatre bandes verticales rouges sur fond jaune)
- Le royaume de Navarre, de gueules aux chaînes d'or posées en orle, en croix et en sautoir, chargées en cœur d'une émeraude au naturel (chaînes d'or sur fond rouge, une émeraude verte au centre)
- Le royaume de Grenade, d'argent à une grenade au naturel, ouverte de gueules, tigée et feuilleté de sinople (Une grenade dans sa couleur naturelle, laissant voir des grains rouges, la tige et ses deux feuilles vertes sur fond blanc)[1]
- La maison de Bourbon-Anjou, qui règne sur l'Espagne depuis Philippe V : d'azur aux trois fleurs de lys d'or à la bordure de gueules (trois fleurs de lys sur fond bleu bordé de rouge)

L'écu est flanqué d'une évocation de la devise personnelle de Charles Quint, roi des Espagnes et Empereur romain germanique : les colonnes d'Hercule, accompagnées des mots Plus Ultra. Cette devise, à  l'origine chevaleresque, les colonnes et le mot évoquant le permanent dépassement de soi que doit s'imposer le chevalier chrétien, a pris un sens géographique en devenant peu à peu la devise nationale de l'Espagne : elle représentait l'empire espagnol, s'étendant des deux côtés de l'océan, les colonnes d'Hercule reprenant alors le sens que leur avait donnés les Grecs en baptisant ainsi le  détroit de Gibraltar. Cette évocation prend la forme de deux colonnes d'argent au pied et au chapiteau d'or mouvantes d'une mer d'azur et d'argent et entourées d'un listel de gueules. Celle de dextre est couronnée d'une couronne impériale et porte le mot « Plus », celle de senestre l'est d'une couronne royale et porte le mot « Ultra ».
Ces armoiries ont leur place sur le drapeau de l'Espagne.

Drapeau espagnol avec les armoiries nationales

## Critiques héraldiques

Armoiries « corrigées » selon les critiques des héraldistes.

Le décret royal de 1981 a été complété, l'année suivante, par une circulaire technique définissant un dessin « officiel » des armoiries, à la manière d'un logotype. Tout y est fixé : tracé, disposition et couleurs (CIE Lab). Cette approche a été critiquée par les héraldistes.
En effet, une telle rigidité ne correspond pas du tout aux usages de l'héraldique, qui considère comme indifférente la façon de représenter un meuble ou une couleur, dès lors que ceux-ci sont clairement identifiables de loin sans erreur possible. Or sur plan visuel, les couleurs choisies par le décret sont jugées peu lisibles : l'or, et le gueules, en particulier sont représentés respectivement par un jaune brunâtre et un rouge presque bordeaux, trop sombres pour distinguer clairement les figures. La couleur choisie pour représenter le pourpre est également critiquée : le décret préconise un rose fané, comme s'il refusait de trancher entre les deux traditions des armes de Léon qui représentent le lion tantôt pourpre, tantôt de gueules (rouge).
Les héraldistes espagnols soulignent enfin plusieurs incohérences stylistiques et s'agacent parfois d'un dessin officiel fort peu représentatif de la tradition héraldique espagnole. L'écu dans lequel sont figurées les armes utilise ainsi un dessin à mi-chemin entre l'écu dit « français », c'est-à-dire rectangulaire avec un bord inférieur dessinant une accolade et l'écu dit « espagnol », dont le bord inférieur est un demi-cercle. L'enté en pointe de Grenade est, de même, représenté selon la tradition française, les deux bords supérieurs de l'enté formant des lignes concaves, et non une accolade, comme cela se fait plus fréquemment dans la tradition ibérique. Le sur-le-tout, enfin, représenté sous la forme d'un écusson ovale, est parfois considéré comme incohérent avec le dessin général de l'écu.

## Variantes

### Armoiries royales
| Partitions | Partitions |
| --- | ---------- |
| - Royaume de Castille - Royaume de León - Couronne d'Aragon - Royaume de Navarre - Royaume de Grenade - Anjou |            |

| Partitions | Partitions |
| --- | ---------- |
| - Royaume de Castille - Royaume de León - Couronne d'Aragon - Royaume de Navarre - Royaume de Grenade - Anjou |            |

### Armoiries de la princesse des Asturies
| Armoiries | Titulaire                                    | Détail |
| --- | -------------------------------------------- | --- |
| | Prince ou princesse des Asturies Depuis 2015 | \| Partitions \| Partitions \| \| ------------------------------------------------------------------------------------------------------------- \| ---------- \| \| - Royaume de Castille - Royaume de León - Couronne d'Aragon - Royaume de Navarre - Royaume de Grenade - Anjou \| \| Autres éléments Un lambel de trois pendants de azur, couronne fermée de quatre diadèmes et collier de l'ordre de la Toison d'or |
| Partitions |                                              | |
| - Royaume de Castille - Royaume de León - Couronne d'Aragon - Royaume de Navarre - Royaume de Grenade - Anjou |                                              | |

### Variantes institutionnelles
|                          |                                   |                                       |                                       |                                          |
| Sénat                    | Congrès                           | Conseil d'État                        | Conseil général du pouvoir judiciaire | Variante de l'insigne judiciaire         |
|                          |                                   |                                       |                                       |                                          |
| Corps National de Police | Service de surveillance douanière | Corps supérieur des avocats de l'État | Conseil général des avocats           | Conseil général des huissiers de justice |

## Armoiries historiques
Il faut noter qu'avant le XVIIIe siècle et l'arrivée sur le trône des Bourbons, il n'existe pas à proprement parler de royaume d'Espagne. L'expression existe par commodité, mais l'entité politique qui occupe cette région est en fait une union dynastique de plusieurs principautés réputées indépendantes. Depuis le mariage de Ferdinand d'Aragon et d'Isabelle de Castille, qui donne à cette myriade de territoires un souverain unique, le roi se désigne par une succession de près d'une vingtaine de titres qui reflètent la nature composite de la monarchie. Quand on voulait rapidement parler du monarque, on le désignait sous les vocables « rois catholiques » ou « roi des Espagnes ».
| Antécédents des armes royales espagnoles |  |                     |                     |                     |                     |                                          |                                          |                                          |                                          |                                          |                                          |                      |                      |                      |                      |  |  |  |  |  |  |  |  |  |  |  |  |  |  |                  |                  |                  |                  |                                    |                                    |                                    |                                    |                                    |                                    |                |                |                |                |  |  |  |  |  |  |  |  |  |  |  |  |  |  |  |  |  |  |  |  |  |  |  |  |  |  |
| \| \| \| Jean II de Castille \| Jean II de Castille \| Jean II de Castille \| Jean II de Castille \| Jean II de Castille \| Jean II de Castille \| \| \| Isabelle de Portugal \| Isabelle de Portugal \| Isabelle de Portugal \| Isabelle de Portugal \| Isabelle de Portugal \| Isabelle de Portugal \| \| \| \| \| \| \| \| \| \| \| \| \| \| \| Jean II d'Aragon \| Jean II d'Aragon \| Jean II d'Aragon \| Jean II d'Aragon \| Jean II d'Aragon \| Jean II d'Aragon \| \| \| Juana Enríquez \| Juana Enríquez \| Juana Enríquez \| Juana Enríquez \| Juana Enríquez \| Juana Enríquez \| \| \| \| \| \| \| \| \| \| \| \| \| \| \| \| \| \| \| \| \| \| \| \| \| \| \| \| \| \| Jean II de Castille \| Jean II de Castille \| Jean II de Castille \| Jean II de Castille \| Jean II de Castille \| Jean II de Castille \| \| \| \| \| \| \| Isabelle de Portugal \| Isabelle de Portugal \| \| \| \| \| \| \| \| \| \| \| \| \| \| \| Jean II d'Aragon \| Jean II d'Aragon \| Jean II d'Aragon \| Jean II d'Aragon \| Jean II d'Aragon \| Jean II d'Aragon \| \| \| Juana Enríquez \| Juana Enríquez \| Juana Enríquez \| Juana Enríquez \| Juana Enríquez \| Juana Enríquez \| \| \| \| \| \| \| \| \| \| \| \| \| \| \| \| \| \| \| \| \| \| \| \| \| \| \| \| \| \| \| \| \| \| \| \| \| \| \| \| \| \| \| \| \| \| \| \| \| \| \| \| \| \| \| \| \| \| \| \| \| \| \| \| \| \| \| \| \| \| \| \| \| \| \| \| \| \| \| \| \| \| \| \| \| \| \| \| \| \| \| \| \| \| \| \| \| \| \| \| \| \| \| \| \| \| \| \| \| \| \| \| \| \| \| \| \| \| \| \| \| \| \| \| \| \| \| \| \| \| \| \| \| \| \| \| \| \| \| \| \| \| \| \| \| \| \| \| \| \| \| \| \| \| \| \| \| \| \| \| \| \| \| \| \| \| \| \| \| \| \| \| \| \| \| \| Isabelle Ire de Castille (la Catholique) \| Isabelle Ire de Castille (la Catholique) \| Isabelle Ire de Castille (la Catholique) \| Isabelle Ire de Castille (la Catholique) \| Isabelle Ire de Castille (la Catholique) \| Isabelle Ire de Castille (la Catholique) \| \| \| \| \| \| \| \| \| \| \| \| \| \| \| \| \| \| \| \| \| \| \| Ferdinand d'Aragon (le Catholique) \| Ferdinand d'Aragon (le Catholique) \| Ferdinand d'Aragon (le Catholique) \| Ferdinand d'Aragon (le Catholique) \| Ferdinand d'Aragon (le Catholique) \| Ferdinand d'Aragon (le Catholique) \| \| \| \| \| \| \| \| \| \| \| \| \| \| \| \| \| \| \| \| \| \| \| \| \| \| \| \| \| \| \| \| \| \| \| \| \| \| Isabelle Ire de Castille (la Catholique) \| Isabelle Ire de Castille (la Catholique) \| Isabelle Ire de Castille (la Catholique) \| Isabelle Ire de Castille (la Catholique) \| Isabelle Ire de Castille (la Catholique) \| Isabelle Ire de Castille (la Catholique) \| \| \| \| \| \| \| \| \| \| \| \| \| \| \| \| \| \| \| \| \| \| \| Ferdinand d'Aragon (le Catholique) \| Ferdinand d'Aragon (le Catholique) \| Ferdinand d'Aragon (le Catholique) \| Ferdinand d'Aragon (le Catholique) \| Ferdinand d'Aragon (le Catholique) \| Ferdinand d'Aragon (le Catholique) \| \| \| \| \| \| \| \| \| \| \| \| \| \| \| \| \| \| \| \| \| \| \| \| \| \| \| \| \| \| \| |  |                     |                     |                     |                     |                                          |                                          |                                          |                                          |                                          |                                          |                      |                      |                      |                      |  |  |  |  |  |  |  |  |  |  |  |  |  |  |                  |                  |                  |                  |                                    |                                    |                                    |                                    |                                    |                                    |                |                |                |                |  |  |  |  |  |  |  |  |  |  |  |  |  |  |  |  |  |  |  |  |  |  |  |  |  |  |
| |  | Jean II de Castille | Jean II de Castille | Jean II de Castille | Jean II de Castille | Jean II de Castille                      | Jean II de Castille                      |                                          |                                          | Isabelle de Portugal                     | Isabelle de Portugal                     | Isabelle de Portugal | Isabelle de Portugal | Isabelle de Portugal | Isabelle de Portugal |  |  |  |  |  |  |  |  |  |  |  |  |  |  | Jean II d'Aragon | Jean II d'Aragon | Jean II d'Aragon | Jean II d'Aragon | Jean II d'Aragon                   | Jean II d'Aragon                   |                                    |                                    | Juana Enríquez                     | Juana Enríquez                     | Juana Enríquez | Juana Enríquez | Juana Enríquez | Juana Enríquez |  |  |  |  |  |  |  |  |  |  |  |  |  |  |  |  |  |  |  |  |  |  |  |  |  |  |
| |  | Jean II de Castille | Jean II de Castille | Jean II de Castille | Jean II de Castille | Jean II de Castille                      | Jean II de Castille                      |                                          |                                          |                                          |                                          |                      |                      | Isabelle de Portugal | Isabelle de Portugal |  |  |  |  |  |  |  |  |  |  |  |  |  |  | Jean II d'Aragon | Jean II d'Aragon | Jean II d'Aragon | Jean II d'Aragon | Jean II d'Aragon                   | Jean II d'Aragon                   |                                    |                                    | Juana Enríquez                     | Juana Enríquez                     | Juana Enríquez | Juana Enríquez | Juana Enríquez | Juana Enríquez |  |  |  |  |  |  |  |  |  |  |  |  |  |  |  |  |  |  |  |  |  |  |  |  |  |  |
| |  |                     |                     |                     |                     |                                          |                                          |                                          |                                          |                                          |                                          |                      |                      |                      |                      |  |  |  |  |  |  |  |  |  |  |  |  |  |  |                  |                  |                  |                  |                                    |                                    |                                    |                                    |                                    |                                    |                |                |                |                |  |  |  |  |  |  |  |  |  |  |  |  |  |  |  |  |  |  |  |  |  |  |  |  |  |  |
| |  |                     |                     |                     |                     |                                          |                                          |                                          |                                          |                                          |                                          |                      |                      |                      |                      |  |  |  |  |  |  |  |  |  |  |  |  |  |  |                  |                  |                  |                  |                                    |                                    |                                    |                                    |                                    |                                    |                |                |                |                |  |  |  |  |  |  |  |  |  |  |  |  |  |  |  |  |  |  |  |  |  |  |  |  |  |  |
| |  |                     |                     |                     |                     | Isabelle Ire de Castille (la Catholique) | Isabelle Ire de Castille (la Catholique) | Isabelle Ire de Castille (la Catholique) | Isabelle Ire de Castille (la Catholique) | Isabelle Ire de Castille (la Catholique) | Isabelle Ire de Castille (la Catholique) |                      |                      |                      |                      |  |  |  |  |  |  |  |  |  |  |  |  |  |  |                  |                  |                  |                  | Ferdinand d'Aragon (le Catholique) | Ferdinand d'Aragon (le Catholique) | Ferdinand d'Aragon (le Catholique) | Ferdinand d'Aragon (le Catholique) | Ferdinand d'Aragon (le Catholique) | Ferdinand d'Aragon (le Catholique) |                |                |                |                |  |  |  |  |  |  |  |  |  |  |  |  |  |  |  |  |  |  |  |  |  |  |  |  |  |  |
| |  |                     |                     |                     |                     | Isabelle Ire de Castille (la Catholique) | Isabelle Ire de Castille (la Catholique) | Isabelle Ire de Castille (la Catholique) | Isabelle Ire de Castille (la Catholique) | Isabelle Ire de Castille (la Catholique) | Isabelle Ire de Castille (la Catholique) |                      |                      |                      |                      |  |  |  |  |  |  |  |  |  |  |  |  |  |  |                  |                  |                  |                  | Ferdinand d'Aragon (le Catholique) | Ferdinand d'Aragon (le Catholique) | Ferdinand d'Aragon (le Catholique) | Ferdinand d'Aragon (le Catholique) | Ferdinand d'Aragon (le Catholique) | Ferdinand d'Aragon (le Catholique) |                |                |                |                |  |  |  |  |  |  |  |  |  |  |  |  |  |  |  |  |  |  |  |  |  |  |  |  |  |  |

| Partitions | Partitions |
| --- | ---------- |
| - Royaume de Castille (de gueules au château d'or ouvert et ajouré d'azur) - Royaume de León (d'argent au lion de pourpre couronné d'or, armé et lampassé de gueules) - Couronne d'Aragon (d'or à quatre pals de gueules) - Royaume de Sicile (écartelé en sautoir d'Aragon et d'argent à l'aigle de sable onglée, membrée, becquée et languée de gueules) |            |

| Partitions | Partitions |
| --- | ---------- |
| - Royaume de Castille - Royaume de León - Couronne d'Aragon - Royaume de Sicile - Royaume de Grenade (d'argent à la grenade au naturel ouverte de gueules, tigée et feuillée de sinople) |            |

| Partitions | Partitions |
| --- | ---------- |
| - Royaume de Castille - Royaume de León - Couronne d'Aragon - Royaume de Naples (armes de Jérusalem [d'argent à la croix potencée d'or cantonnée de 4 croisettes du même] et de Hongrie [fascé de 8 pièces de gueules et d'argent]) - Royaume de Sicile - Royaume de Grenade |            |

| Partitions | Partitions |
| --- | ---------- |
| - Royaume de Castille - Royaume de León - Couronne d'Aragon - Royaume de Navarre (de gueules aux chaînes d'or posées en croix, en sautoir et en orle) - Royaume de Naples (armes de Jérusalem et Hongrie) - Royaume de Sicile - Royaume de Grenade |            |

| Partitions | Partitions |
| --- | --- |
| - Royaume de Castille - Royaume de León - Couronne d'Aragon - Royaume de Sicile - Royaume de Grenade - Archiduché d'Autriche (de gueules à la fasce d'argent) - Bourgogne (armes modernes [d'azur semé de fleurs de lys d'or à la bordure componée de gueules et d'argent]) | - Bourgogne (armes anciennes [bandé d'or et d'azur à la bordure brochante de gueules]) - Duché de Brabant (de sable au lion d'or armé et lampassé de gueules) - Comté de Flandre (d'or au lion de sable armé et lampassé de gueules) - Comté de Tyrol (d'argent à l'aigle de gueules onglée, membrée, becquée, languée et chargée d'un Kleestengel d'or) |

| Partitions | Partitions |
| --- | --- |
| - Royaume de Castille - Royaume de León - Couronne d'Aragon - Royaume de Sicile - Royaume de Grenade - Archiduché d'Autriche | - Bourgogne (armes modernes) - Bourgogne (armes anciennes) - Duché de Brabant - Comté de Flandre - Comté de Tyrol |

| Partitions | Partitions |
| --- | --- |
| - Royaume de Castille - Royaume de León - Couronne d'Aragon - Royaume de Sicile - Royaume de Grenade - Archiduché d'Autriche | - Bourgogne (armes modernes) - Bourgogne (armes anciennes) - Duché de Brabant - Comté de Flandre - Comté de Tyrol (depuis 1518) |

| Partitions | Partitions |
| --- | --- |
| - Royaume de Castille - Royaume de León - Couronne d'Aragon - Royaume de Navarre - Royaume de Naples (armes de Jérusalem et Hongrie) - Royaume de Sicile - Archiduché d'Autriche | - Bourgogne (armes modernes) - Bourgogne (armes anciennes) - Duché de Brabant - Comté de Flandre - Comté de Tyrol - Royaume de Grenade |

| Partitions | Partitions |
| --- | --- |
| - Royaume de Castille - Royaume de León - Couronne d'Aragon - Royaume de Navarre - Royaume de Naples (armes de Jérusalem et Hongrie) - Royaume de Sicile - Archiduché d'Autriche | - Bourgogne (armes modernes) - Bourgogne (armes anciennes) - Duché de Brabant - Comté de Flandre - Comté de Tyrol - Royaume de Grenade |

| Partitions | Partitions |
| --- | --- |
| - Royaume de Castille - Royaume de León - Couronne d'Aragon - Royaume de Navarre - Royaume de Naples (armes de Jérusalem et Hongrie) - Royaume de Sicile - Royaume de Grenade - Archiduché d'Autriche - Bourgogne (armes modernes) | - Bourgogne (armes anciennes) - Duché de Brabant - Comté de Flandre - Comté de Tyrol - Royaume de France (d'azur à trois fleurs de lys d'or) - Royaume d'Angleterre (de gueules à trois léopards d'or armés et lampassés d'azur) |

| Partitions | Partitions |
| --- | --- |
| - Royaume de Castille - Royaume de León - Couronne d'Aragon - Royaume de Navarre - Royaume de Naples (armes de Jérusalem et Hongrie) - Royaume de Sicile - Royaume de Grenade | - Archiduché d'Autriche - Bourgogne (armes modernes) - Bourgogne (armes anciennes) - Duché de Brabant - Comté de Flandre - Comté de Tyrol |

| Partitions | Partitions |
| --- | --- |
| - Royaume de Castille - Royaume de León - Royaume du Portugal (d'argent à cinq écussons d'azur à cinq besants d'argent posés en sautoir, les 5 écussons posés en croix, et à la bordure de gueules chargée de sept donjons d'or) | - Couronne d'Aragon - Royaume de Sicile - Royaume de Grenade - Archiduché d'Autriche - Bourgogne (armes modernes) - Bourgogne (armes anciennes) - Duché de Brabant - Comté de Flandre - Comté de Tyrol |

| Partitions                                                                                           | Partitions |
| --- | --- |
| - Royaume de Castille - Royaume de León - Couronne d'Aragon - Royaume de Sicile - Royaume de Grenade | - Archiduché d'Autriche - Bourgogne (armes modernes) - Bourgogne (armes anciennes) - Duché de Brabant - Comté de Flandre - Comté de Tyrol |

| Partitions | Partitions |
| --- | --- |
| - Royaume de Castille - Royaume de León - Couronne d'Aragon - Royaume de Sicile - Royaume de Grenade - Archiduché d'Autriche | - Bourgogne (armes modernes) - Bourgogne (armes anciennes) - Duché de Brabant - Comté de Flandre - Comté de Tyrol - Bourbon-Anjou (d'azur à trois fleurs de lys d'or et à la bordure de gueules) |

| Partitions | Partitions |
| --- | --- |
| - Royaume de Castille - Royaume de León - Couronne d'Aragon - Royaume de Sicile - Royaume de Grenade - Archiduché d'Autriche - Bourgogne (armes modernes) | - Duché de Parme - Grand-duché de Toscane - Bourgogne (armes anciennes) - Duché de Brabant - Comté de Flandre - Comté de Tyrol - Anjou |

| Royaume d'Espagne et des Indes (Occupation française) |                      | |
| Armoiries | Période et intitulé  | Détail |
| | Joseph Ier 1808-1813 | \| Partitions \| Partitions \| \| --------------------------------------------------------------------------------------------------------------------------------------------------------- \| ---------- \| \| - Royaume de Castille - Royaume de León - Couronne d'Aragon - Royaume de Navarre - Royaume de Grenade - Emblème des Indies - Aigle impériale de la France \| \| Autres éléments Couronne royale fermée de huit demi-arches, manteau royal, main de justice et sceptre, collier de l'ordre de la Toison d'or et insigne de l'ordre de la Légion d'honneur Petites armes |
| Partitions |                      | |
| - Royaume de Castille - Royaume de León - Couronne d'Aragon - Royaume de Navarre - Royaume de Grenade - Emblème des Indies - Aigle impériale de la France |                      | |

| Royaume d'Espagne | | |
| Armoiries | Période et intitulé | Détail |
| | Ferdinand VII (Restauré) 1813-1833 Isabelle II 1833-1868 Usé comme des armes personnelles Alphonse XII 1874-1885 Alphonse XIII 1886-1931 | \| Partitions \| Partitions \| \| --------------------------------------------------------------------------------------------------------------------------------------------------------- \| -------------------------------------------------------------------------------------------------------------------------------------- \| \| - Royaume de Castille - Royaume de León - Couronne d'Aragon - Royaume de Sicile - Royaume de Grenade - Archiduché d'Autriche - Bourgogne (armes modernes) \| - Duché de Parme - Grand-duché de Toscane - Bourgogne (armes anciennes) - Duché de Brabant - Comté de Flandre - Comté de Tyrol - Anjou \| Autres éléments Heaume d'or fourré de gueules, à lambrequins d'or et d'hermine, sommé d'une couronne royale fermée de huit demi-arches, colliers de l'ordre de la Toison d'or et de l'ordre royal de Charles III, tenants : anges survêtus et tenant une bannière aux armes de l'écu, soutiens : Colonnes d'Hercule couronnées portant la devise Plus ultra, manteau de gueules à revers d'hermine portant le château castillan et le lion leónais, pavillon rayé d'or et de gueules, cerclé d'azur, surmonté d'une couronne royale ouverte, du cri Santiago, du texte biblique A solis ortu usque ad mare, et comme cimier d'un lion affronté de gueules posté sur un château castillan Petites armes |
| Partitions | | |
| - Royaume de Castille - Royaume de León - Couronne d'Aragon - Royaume de Sicile - Royaume de Grenade - Archiduché d'Autriche - Bourgogne (armes modernes) | - Duché de Parme - Grand-duché de Toscane - Bourgogne (armes anciennes) - Duché de Brabant - Comté de Flandre - Comté de Tyrol - Anjou   | |

| Partitions | Partitions |
| --- | ---------- |
| - Royaume de Castille - Royaume de León - Couronne d'Aragon - Royaume de Navarre (Retirée l'émeraude) - Royaume de Grenade |            |

| Partitions | Partitions |
| --- | ---------- |
| - Royaume de Castille - Royaume de León - Couronne d'Aragon - Royaume de Navarre - Royaume de Grenade - Savoie |            |

| Partitions | Partitions |
| --- | ---------- |
| - Royaume de Castille - Royaume de León - Couronne d'Aragon - Royaume de Navarre (Retirée l'émeraude) - Royaume de Grenade |            |

| Partitions | Partitions |
| --- | --- |
| - Royaume de Castille - Royaume de León - Couronne d'Aragon - Royaume de Grenade - Royaume de Sicile - Royaume de Grenade - Archiduché d'Autriche - Bourgogne (armes modernes) | - Duché de Parme - Grand-duché de Toscane - Bourgogne (armes anciennes) - Duché de Brabant - Comté de Flandre - Comté de Tyrol - Anjou (depuis 1883 avec fréquence Royaume de France) |

| Partitions | Partitions |
| --- | ---------- |
| - Royaume de Castille - Royaume de León (retirée la couronne du lion) - Couronne d'Aragon - Royaume de Navarre (retirée l'émeraude) - Royaume de Grenade |            |

| Partitions                                                                                            | Partitions |
| --- | ---------- |
| - Royaume de Castille - Royaume de León - Couronne d'Aragon - Royaume de Navarre - Royaume de Grenade |            |

| Partitions                                                                                            | Partitions |
| --- | ---------- |
| - Royaume de Castille - Royaume de León - Couronne d'Aragon - Royaume de Navarre - Royaume de Grenade |            |

| Partitions                                                                                            | Partitions |
| --- | ---------- |
| - Royaume de Castille - Royaume de León - Couronne d'Aragon - Royaume de Navarre - Royaume de Grenade |            |